# Сідні Шертенлейб
Сідні Джой Шертенлейб (30 січня 2007) — швейцарська футболістка, півзахисник клубу Ліги F «Барселона» та національної збірної Швейцарії.

## Клубна кар'єра
Шертенлейб — випускниця юнацької академії ФК «Цюрих», до якої вона вступила у віці 10 років. До 15 років вона грала там у командах з хлопцями.
Її прорив стався у 2022 році, коли їй було 15 років. У травні вона виграла Молодіжний кубок Blue Stars/FIFA (міжнародний клубний турнір для гравців віком до 19 років) у складі жіночої команди ФК «Цюрих», перемігши у фіналі жіночий клуб «Олімпік Ліон». У серпні того ж року вона вперше зіграла за жіночу команду ФК «Цюрих» до 21 року в Національній лізі B (2-й дивізіон Швейцарії) проти ФК «Віль», одразу ж забивши свій перший гол. У цій команді вона грала разом зі своєю старшою сестрою Ліліан. Сідні забивала більше одного голу за гру за команду в цьому сезоні, а Ліліан забивала в середньому майже два голи за гру.
1 жовтня того ж року Сідні вперше зіграла у швейцарській жіночій Суперлізі за ФК «Цюрих», забивши свій перший гол у тому ж матчі. У тому ж місяці тренерка ФК «Цюрих» Інка Грінгс не змогла випустити Шертенлейб на гру групового етапу Ліги чемпіонів УЄФА, оскільки за правилами УЄФА вона була занадто молодою, рік народження 2007. У травні 2023 року Шертенлейб разом зі Швейцарією вийшла до півфіналу чемпіонату УЄФА серед жінок до 17 років 2023 року в Естонії. Десять днів по тому вона виграла чемпіонат Швейцарії з жіночою командою ФК «Цюрих» у фіналі плей-оф проти «Серветт».
У віці 16 років вона приєдналася до міського суперника «Грассгоппер» (Цюрих) влітку 2023 року. Оскільки «Грассхоппер», на відміну від претендента на титул «ФК Цюріх», на той момент був командою середньої ланки у Швейцарській жіночій суперлізі, вона мала більшу ймовірність виходити в стартовому складі в кожному матчі, незважаючи на свій молодий вік. У сезоні 2023-24 вона програла з «Грассгоппер» у чвертьфіналі плей-оф команді «Янг Бойз». У лютому 2024 року, через місяць після того, як їй виповнилося 17 років, вона вперше зіграла за збірну Швейцарії в товариському матчі проти Польщі. У липні того ж року вона забила свій перший гол за збірну в ворота Туреччини.
Після лише одного сезону в «Грассгоппер» Шертенляйб переїхала до Іспанії, погодившись на пропозицію «Барселони». 7 вересня вона дебютувала за «Барселону Б» в Прімері Федерасьон (2-й дивізіон) в матчі проти «Вільярреала». Лише через тиждень її вже викликали до основного складу ФК «Барселона» на гру Ліги F, де вона вперше вийшла на поле 2 листопада у грі проти «Ейбара». Водночас Шертенляйб була номінована на премію «Золота дівчина» серед десяти найкращих молодих талантів світу.

## Виступи за збірну
Шертенляйб представляв Швейцарію на молодіжному та дорослому рівнях.
23 червня 2025 року Шертенляйб була викликана до складу збірної Швейцарії на жіночий Євро-2025.